# 黃土

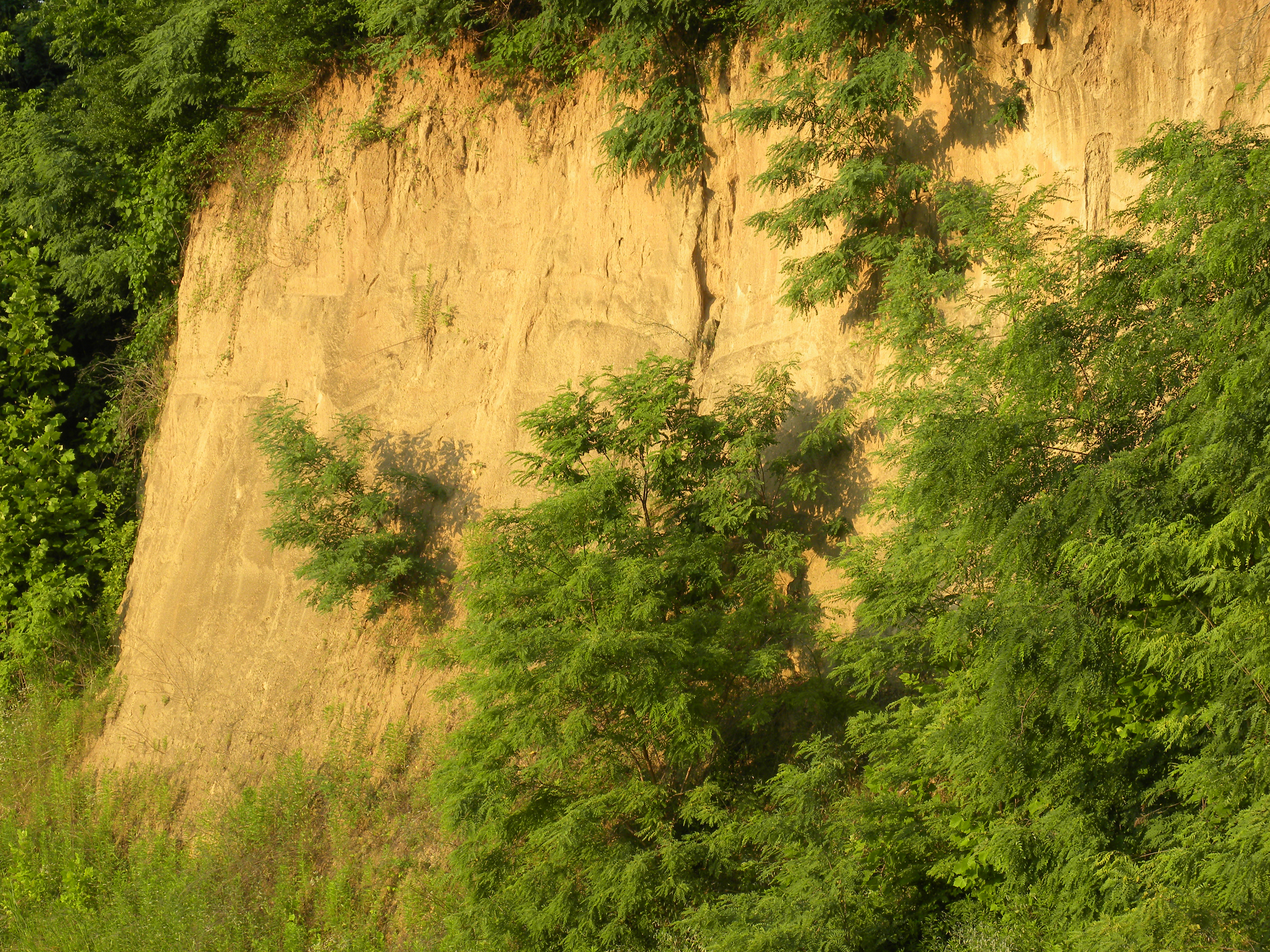

黃土一种浅黄或褐黄色的土，颗粒成分以粉土粒级为主（含量＞50%），物质粒径均一，具孔隙，无层理，疏松，垂直节理發育。富含碳酸钙,有时含硫酸盐或氯化物盐类，具有肉眼可见孔隙的第四纪陆相沉积物。黄土有时具有湿陷性。另外，其在矿物成分方面高度复杂，多达60多种矿物，包括岩浆岩、变质岩和沉积岩的矿物成分，而且与其中任何一种岩石的矿物成分都不相同。各地区黄土矿物成分大体相同，无论矿物种类还是百分含量都基本相似，并有比较多的易风化不稳定矿物。在化学成分中含量最多的是SiO2、Al2O3、CaO、Na2O，含有比较多的易溶盐类，主要是：氧化物、碳酸盐、硫酸盐、CaCO3,含量在10％-16％之间。在所含生物化石方面以耐旱草本植物花粉和耐干旱动物化石为主，而且含有喜暖湿的动植物化石。最早李希霍芬（1877年）对欧洲莱茵河流域及中国大陆的黄土提出的定义为：黄－褐色，含石灰质，以粉土为主的粉状土；没有层理，含陆生蜗牛，有垂直节理。历史方面，“黄土”一词，在中国古代文献中及民间就已出现。
西方国家在19世纪后期将德国莱茵河流域的黄色松散堆积物命名为“lœss”，由此音译出英（loess）、俄（Лёсс）等文，不同学者曾以不同观点提出黄土的定义。1933年奥布鲁切夫(Β.Α. Обручев)将没有层理的黄土称为原生黄土，并认为是风成成因的；次生黄土是其他各种成因形成的。由於冰川的活動，把四周的岩石研磨成非常微細、像麵粉一樣幼細的塵土。這些塵土乾了以後，很容易被風帶走，送到很遠的地方去，並累積起來。當這些微細的泥土不斷的沉積，可以堆成很高的山。
有時因淋洗作用較強而使粘粒明顯往剖面下層移動，養分有的已流失而呈黃、黃棕或紅棕色。多生成於丘陵地上之相對地形較安定、坡度起伏較緩和處。土壤多呈弱酸性，肥沃度偏低，須進行施肥管理及水土保持，才可做農牧用地。此土壤在新分類上屬弱育土或淋溶土。
。

## 结构与特性
乾燥時強度佳，能維持直立坡而不塌，但浸水後易於崩塌，如黃河兩岸。
膠結若被破壞易被風帶走。
總結：
黃土的特性 1. 細如花粉 2.顆粒具稜角 3.透水性強 4.稀鬆非緻密 5.源自沙漠或冰河外洗區域經風力吹送堆積而成

## 分布
黄土覆盖世界大陆面积的12%左右，分布于温带沙漠外缘的半干旱地区、中纬度森林、荒漠草原地带，呈现断续分布。
中國的黃土高原、美國中西部的土地、以及匈牙利的山區等都是由黃土沉積而成的高地。

## 研究書目
- 何炳棣：《黃土與中國農業的起源》（香港：香港中文大學，1969）。

## 相關聯結
- 黄土高原
- 土壤
- 黑土
- 紅土
- 台灣土壤